# Вељко Милошевић
Вељко Милошевић (Београд, 12. мај 1982) је српски рукометаш који игра на позицији пивотмена. Од августа 2011. године игра за РК Партизан.

## Успеси
Првак Србије је постао у сезони 2011/12. са РК Партизан.
Куп Србије је освојио 2012. године са Партизаном, а такође и Суперкуп Србије 2011. и 2012. године.